# Janne Hietanen
Janne Hietanen (né le 2 juin 1978 à Pori, Finlande) est un footballeur finlandais. Il évolue au poste de défenseur pour le club finlandais du AC Oulu.

## Palmarès
Vierge

## Sélection
- International finlandais avec 17 sélections entre 2000 et 2006.